# Церковь Нотр-Дам (Версаль)
Церковь Нотр-Дам в Версале (фр. L'église Notre-Dame de Versailles — «Церковь Нашей Госпожи в Версале») — первая по времени создания церковь города Версаля. Спроектирована выдающимся архитектором французского классицизма Жюлем Ардуэн-Мансаром по распоряжению короля Людовика XIV. Церковь расположена на улице де ла Паруас, в районе Нотр-Дам (Версаль, Ивелин).

## История
Строительство церкви велось в течение двух лет. Первый камень был заложен 10 марта 1684 года самим королем. Церковь была освящена 30 октября 1686 года в честь «Вознесения Богоматери» (Notre-Dame en son Assomption). Это была первая приходская церковь города. Территория прихода Нотр-Дам включает до настоящего времени Версальский дворец с его Королевской капеллой. Короли Людовик XIV, Людовик XV и Людовик XVI причащались в этой церкви на страстной неделе и участвовали в праздновании Тела Христова. Все свидетельства о крещении, бракосочетании и смерти членов королевской семьи Франции в Версале, в том числе о крещении семи королей (Людовика XV, Людовика XVI, Людовика XVII, Людовика XVIII, Карла X, Людовика XIX и Луи-Филиппа I, а также Филиппа V Испанского), браки Людовика XVI и Марии-Антуанетты, Людовика XVIII и Марии-Жозефины Савойской, Карла X и Марии-Терезы Савойской регистрировались в приходской книге этого храма.
В преддверии революции 4 мая 1789 года из храма Нотр-Дам вышла процессия Святого Причастия, которая прошествовала к собору Святого Людовика, где была проведена торжественная служба в ознаменование начала работы Генеральных Штатов.
Во время революции церковь была разграблена и почти полностью лишена мебели и украшений. В 1793 году, когда началась официальная политика дехристианизации, церковь была преобразована в «Храм разума». 15 сентября 1802 года священник Жак Гранпре восстановил крест на куполе церкви. В январе 1805 года жители Версаля приветствовали папу Пия VII, который заявил особо многочисленной толпе: «Так это французы, о которых говорили, что они такие нерелигиозные?».
В течение XIX века церковь постепенно перестраивали и реставрировали. Так, в 1818 году здесь был установлен кенотаф графа де Верженна, министра иностранных дел Людовика XVI, подписавшего в 1783 году Версальский договор о предоставлении независимости Соединенным Штатам Америки.
Церковь Нотр-Дам признана историческим памятником Франции 4 августа 2005 года.

## Архитектура
Церковь имеет значительные размеры: её длина — 80 м, ширина — 24 м, высота сводов — 19 м. Архитектор Мансар выбрал для этой постройки классическую для Франции композицию фасада: симметрия, две колокольни по сторонам, ордерная разработка и традиционный план: три нефа, трансепт, боковые капеллы, купол, деамбулаторий с «венцом капелл». Круглый в плане деамбулаторий, как и, отчасти, фасад церкви, повторяет классическую тему, воплощённую, в частности, в церкви Святого Роха в Париже, завершённой в 1754 году под руководством архитектора Жака Ардуэн-Мансара, брата Жюля Ардуэн-Мансара.

## Казус с пропорциями
Здание церкви со стороны главного фасада выглядит несколько массивно и кажется слишком приземистым. Имея полную ширину фасада в 38 метров, здание, будь оно выше, выглядело бы более стройным. Однако в этом казусе нет ошибки архитектора. Максимальная высота городских построек Версаля была ограничена распоряжением короля Людовика XIV. Чтобы сохранить перспективы, открывающиеся из Версальского дворца, Людовик XIV разрешил строить в городе здания высотой не более двух этажей.

## Хронология модернизации
- В 1786 году, к столетию освящения церкви, были проведены работы по декоративной отделке здания: появились розетки на двойных арках свода хора, мотивы овалов и жемчужин на изгибе сводов аркад и по фризу, каннелюры пилястр.
- С 1858 по 1872 год была проведена реконструкция апсиды (устроены проходы позади хора и главной капеллы в виде ротонды, посвящённой Святому Сердцу (Сакре-Кёр).
- В период между 1854 и 1887 годами в каждом оконном проёме боковых капелл были установлены узорные цветные витражи, изготовленные, в основном, в мастерских Лорана в Шартре.
- В 1876 году изготовлен и установлен на изначальное место главный алтарь работы Пуселга-Русана, украшенный мрамором и бронзой с позолотой.
- В 1883—1889 годах хор и основания колонн были замощены мраморными полихромными плитами.
- В 1890 году позади алтаря был установлен орган.
- В 1999 году в храме поставили новый главный алтарь.

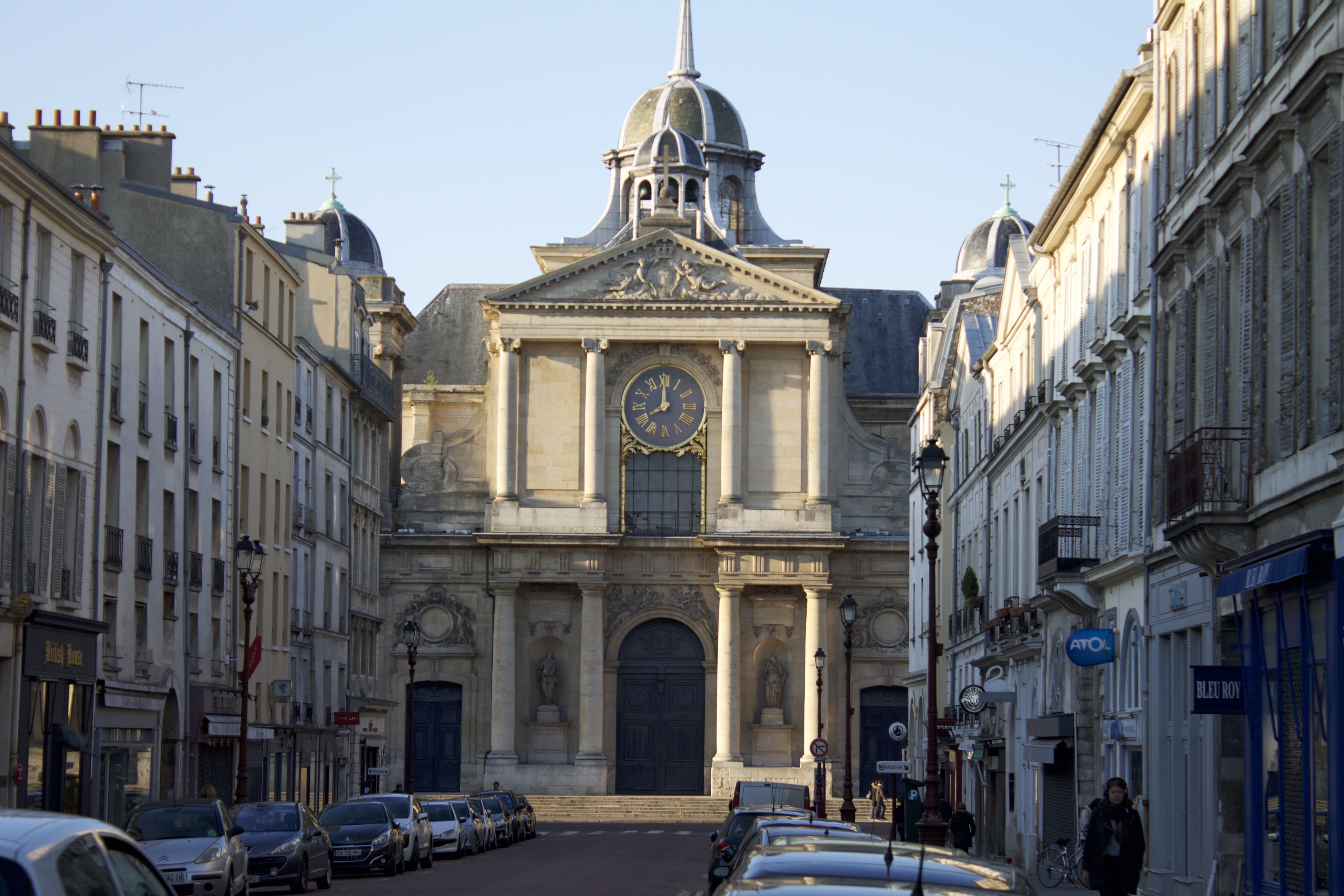
Перспективный вид
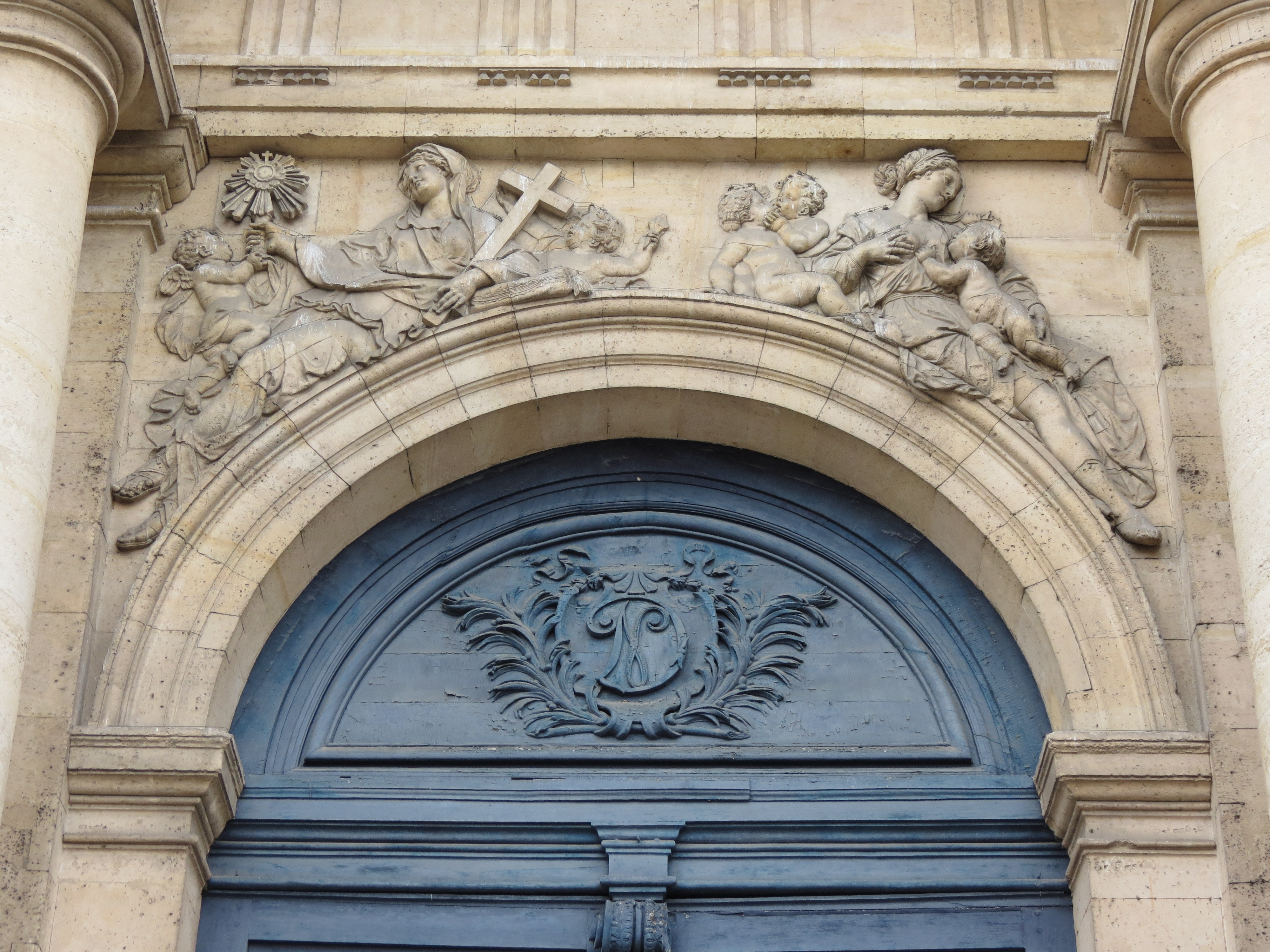
Антрвольт портала
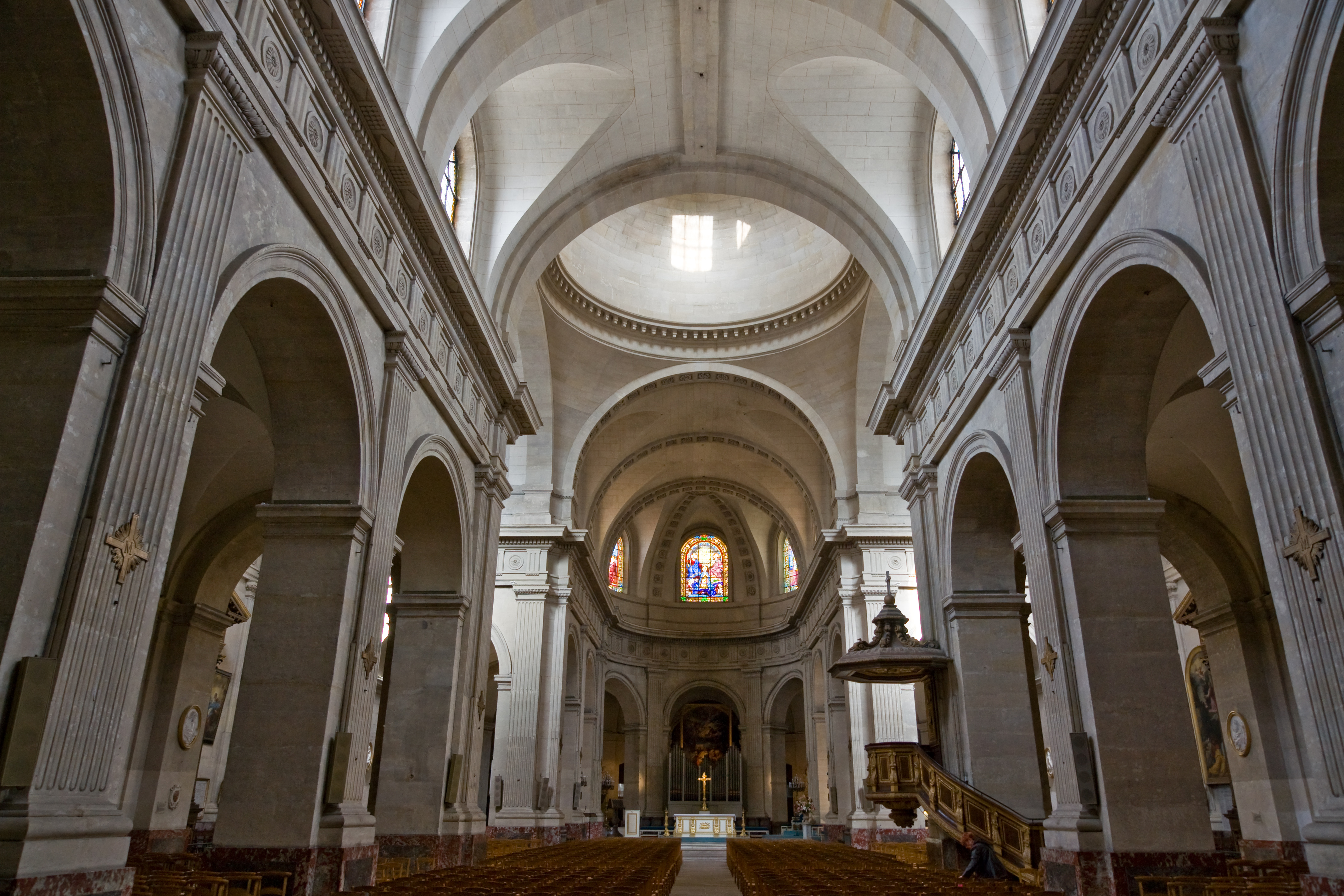
Интерьер главного нефа
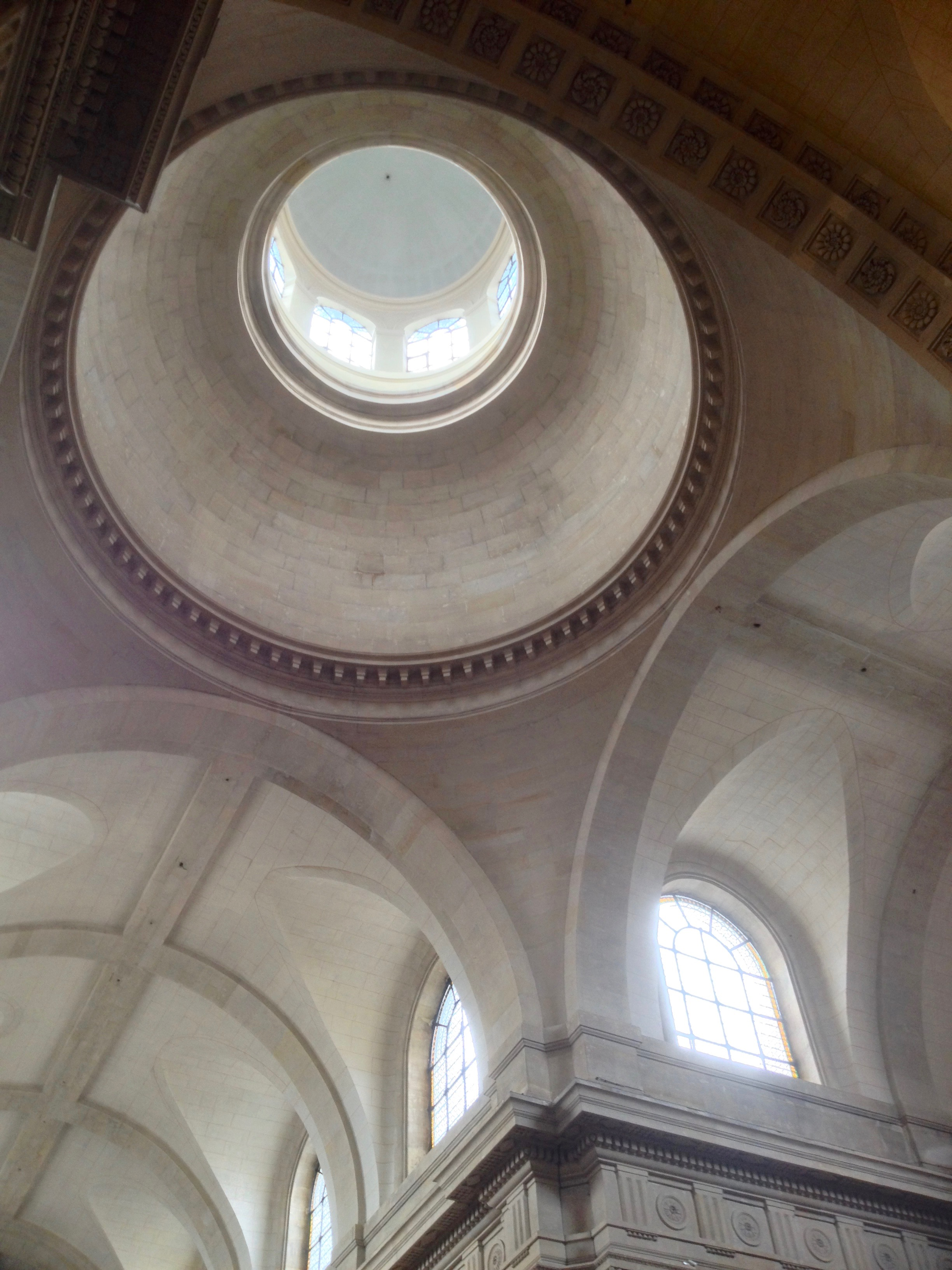
Купол средокрестия
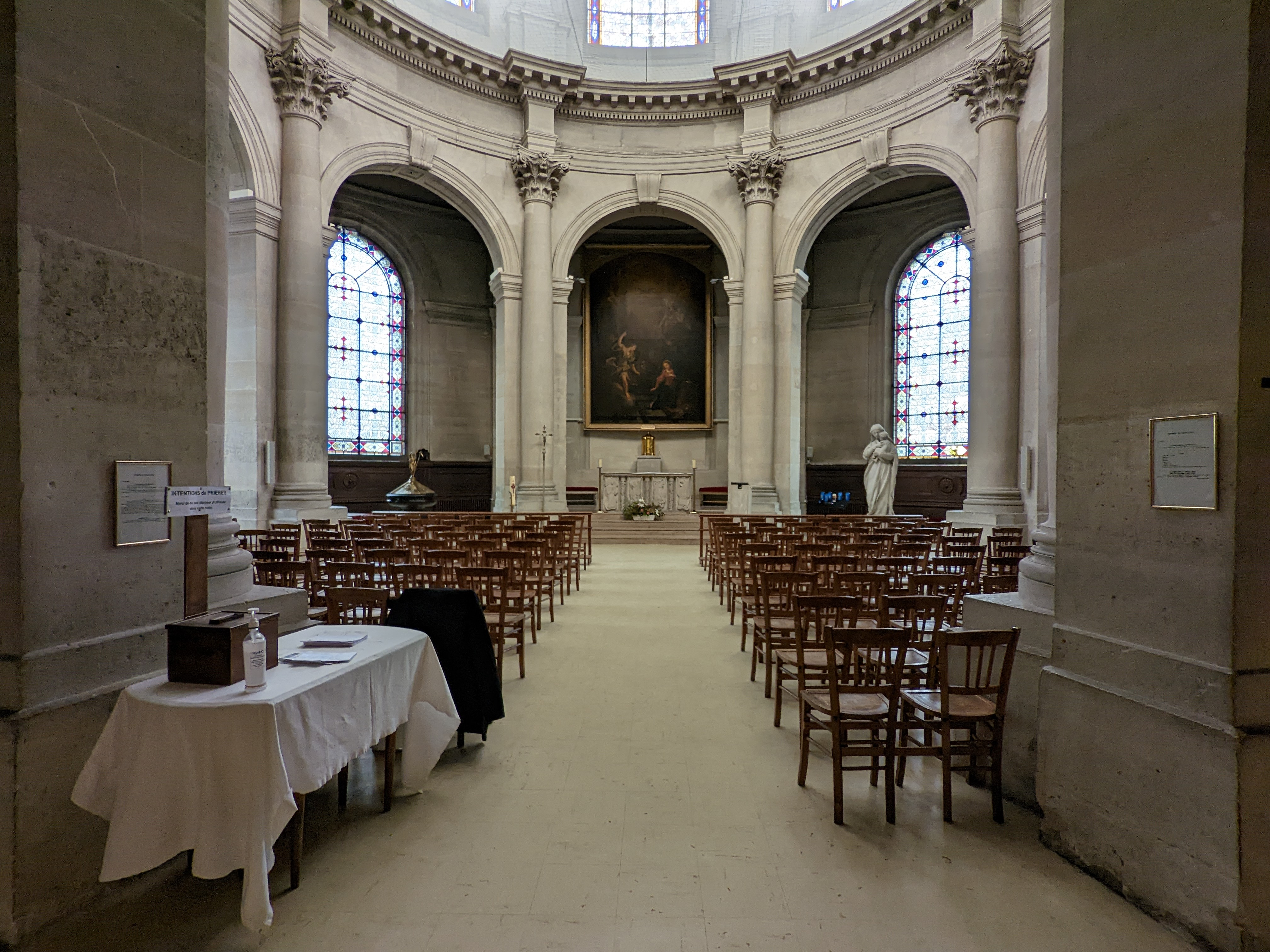
Капелла-ротонда Святого Сердца
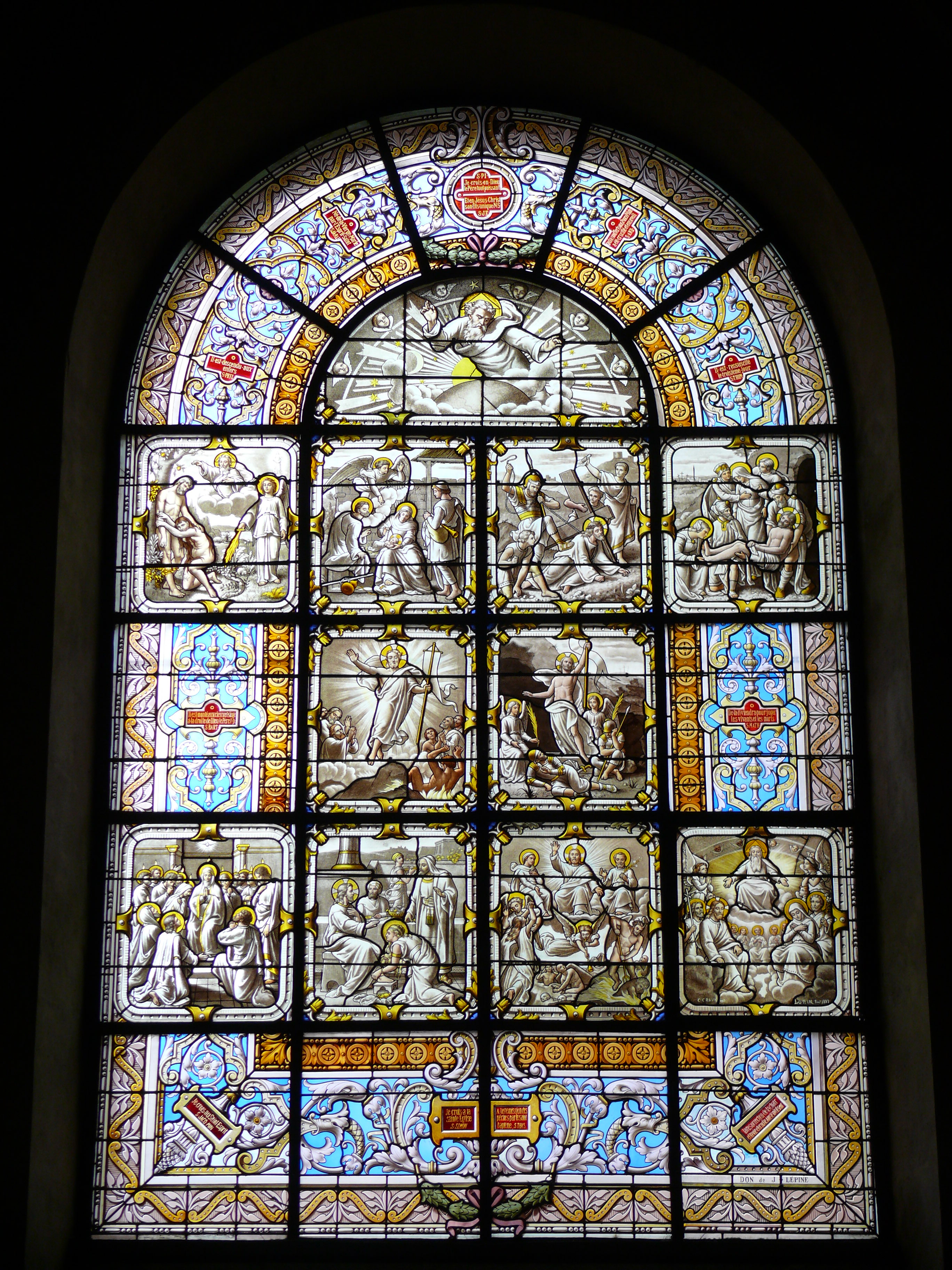
Витраж
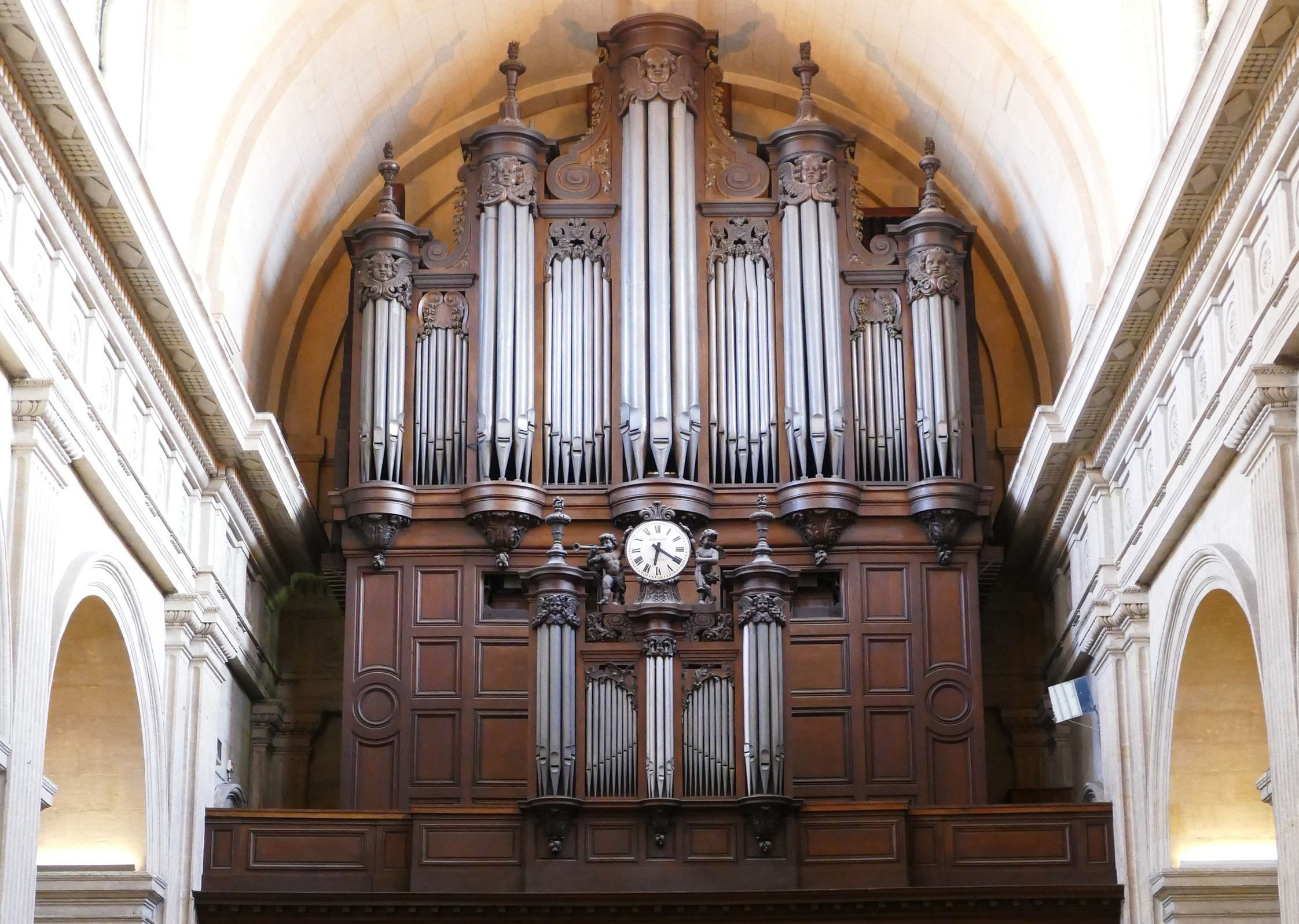
Орган церкви